# Mì Xiêm

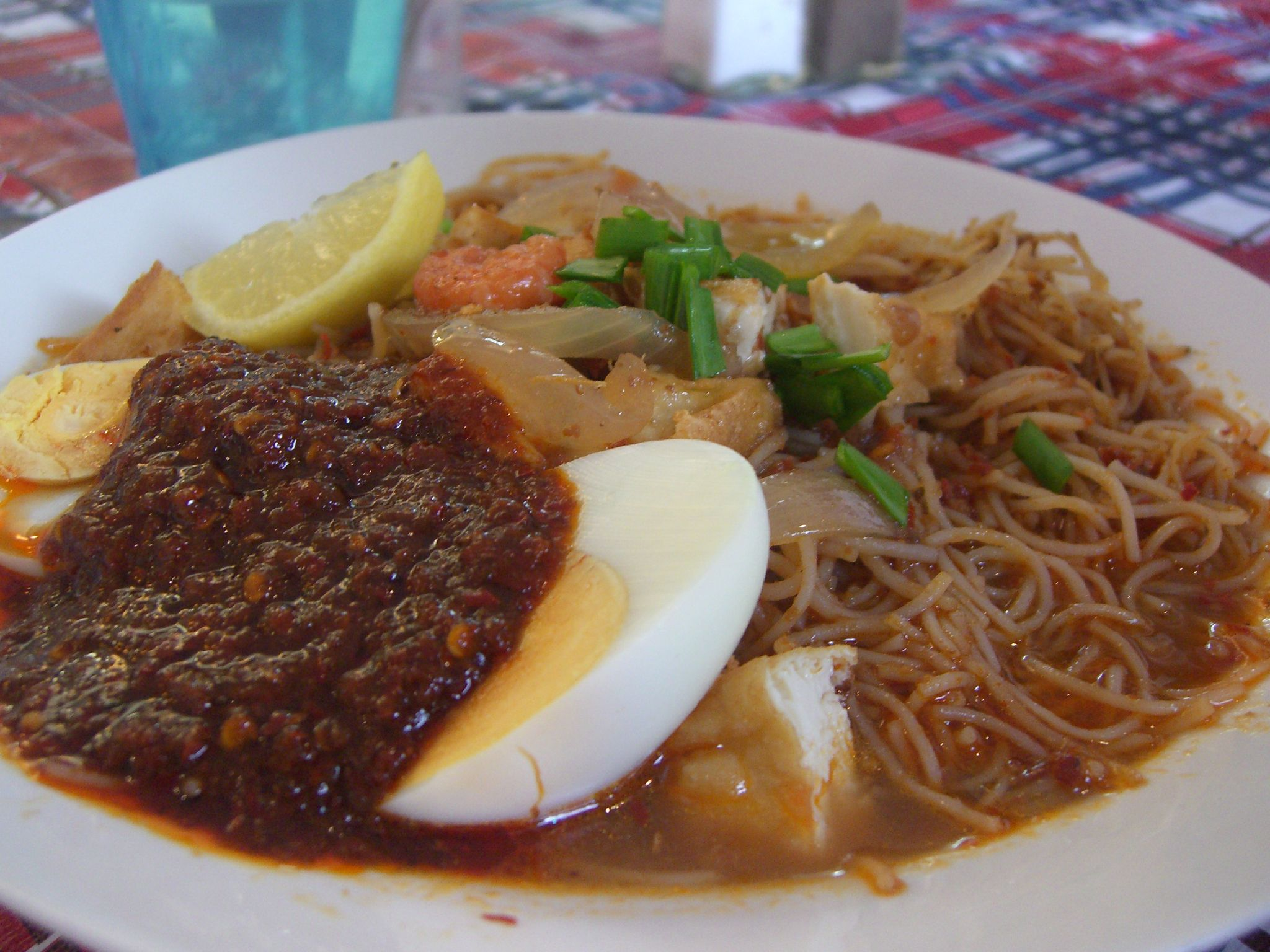
Món mì Xiêm cùng với trứng, thịt, và các loại rau như hẹ tươi, chanh,...

Mì Xiêm (Mee Siam) là một món ăn với thành phần chính là bún gạo sợi nhỏ nấu với nước xốt có vị hơi chua, ngọt và cay. Nó là một trong những món ăn phổ biến ở Singapore và Malaysia. Giống như nhiều loại mì và bún khác, mì Xiêm có hai dạng: mì nước và mì khô. Mì khô được xào với cùng một thứ gia vị chua, ngọt, cay như món mì nước.
Ở Thái Lan, món này được biết tới với cái tên Mee Kati, có nghĩa là "mì nước cốt dừa". Tại Thái, món mì Xiêm thịnh hành nhất ở miền Trung Thái Lan. Nó được chế biến bằng cách xào bún gạo - vốn đã được trụng sơ qua nước sôi - với một loại nước xốt đặc sệt, ngọt và thơm được làm từ nước cốt dừa với thịt lợn băm, tôm panđan, tàu hũ ky, nước tương, giá đỗ, hẹ và me. Sốt cà chua hoặc phụ gia có màu hồng cũng được thêm vào. Mì Xiêm được ăn kèm với trứng tráng mỏng, giá đỗ, hẹ tươi và bông chuối.
Ở Singapore và Malaysia, nó là một món ăn đặc trưng của nền ẩm thực của người Hoa ở vùng eo biển Malacca, đồng thời cũng xuất hiện trong danh sách các món ăn của những quốc gia, dân tộc khác như Malaysia hay Ấn Độ, với mỗi nước có cách chế biến khác nhau một chút. Nó được ăn kèm với nước tương, tàu hũ ky khô, trứng luộc và me cũng như hành tươi và hẹ tươi.